# Ismeniae Fossae
Das Grabensystem Ismeniae Fossae befindet sich  an der Grenze vom südlichen Hochland zu den ausgedehnten, im Norden angrenzenden Ebenen des Tieflands auf dem Mars. Der Name Ismeniae leitet sich von dem Fluss Ismenius im antiken Böotien ab, einem Landstrich nordwestlich von Athen.